# Crab Game
Crab Game (с англ. — «Игра в краба») — бесплатная компьютерная игра, разработанная и изданная норвежским инди-разработчиком Dani. Выпущена в Steam для Windows и на Itch.io для macOS и Linux 29 октября 2021 года; версии для macOS и Linux 16 ноября были выпущены и в Steam. Основана на сериале Netflix «Игра в кальмара». Как и в сериале, игроки соревнуются друг с другом в большом количестве мини-игр, а чтобы выиграть, нужно остаться единственным игроком.

## Игровой процесс
Crab Game — многопользовательская игра от первого лица, в которой игроки соревнуются в различных мини-играх, основанных на детских играх. Игрок должен избежать смерти и остаться последним, чтобы выиграть денежный приз; однако игра заканчивается, если никого не осталось. Игроки могут атаковать других различными предметами, соревноваться на различных картах и игровых режимах и общаться друг с другом через голосовой или текстовый чат. Игроки также могут создавать серверы с количеством игроков до 50 или присоединяться к существующим. В то время как изначально в игре были представлены в основном мини-игры, вдохновленные сериалом Netflix, серия обновлений расширила игру, добавив множество игровых режимов и карт, уникальных для компьютерной игры, без заметной связи с сериалом.

## Разработчик
Dani (настоящее имя — Дэниел Уильям Суман, род. 1997) — норвежский ютубер и разработчик инди-игр. В 2022 году разработал и издал Crab Game. Он также разработал игру с открытым миром Muck и разрабатывает игру Karlson 3D. По данным на февраль 2023 года, у него 3,47 миллиона подписчиков на YouTube.
Dani начал снимать видео по программированию и разработке инди-игр в 2018 году. В конце 2019 года приступил к разработке Karlson 3D, подтолкнутый комментаторами, бросившими ему вызов. Именно видео, где он разрабатывает инди-игры принесли ему популярность. В конце 2020 года, во время всплеска популярности игры Among Us, решил воссоздать игру в 3D. Однако не смог выпустить игру среди широкой публики, опасаясь судебного иска со стороны компании-разработчика игры Innersloth. После выхода его видео он появился, играя в эту игру вместе со многими другими известными ютуберами, такими как MrBeast, Dream и Jacksepticeye.
В июне 2021 года, увидев комментарий к своему видео на YouTube о том, что он не может создать игру на выживание в открытом мире, Dani решил создать упрощённую игру с открытым миром в стиле Minecraft, которую он назвал Muck. Эта игра была выпущена на игровой платформе Steam и получила 4000 положительных отзывов.
В 2021 году на фоне популярности сериала «Игра в кальмара», выпустил Crab Game.

## Разработка и выпуск
Crab Game изначально была создана за две недели в ответ на популярность «Игры в кальмара» и была названа так, чтобы избежать проблем с Netflix. 29 октября 2021 года игра была выпущена в Steam для Windows. Игра была выпущена на Itch.io для macOS и Linux, поскольку Dani не был уверен в их стабильности из-за невозможности протестировать; эти версии были 16 ноября выпущены в Steam. С момента своего выпуска игра получила многочисленные обновления, состоящие из новых карт, большего количества новых мини-игр и улучшенной оптимизации для более медленных компьютеров или скоростей интернета.

## Восприятие
Crab Game была хорошо принята после её первоначального выпуска, достигнув рекордного пика — более 56 000 игроков в Steam в одно время и более 211 000 зрителей на Twitch. Игра также быстро получила распространение на YouTube.

## DDoS-атаки
2 ноября 2021 года стример xQc подвергся DDoS-атаке во время игры в Crab Game, в результате чего он отключился от Интернета. Различные стримеры, такие как Sodapoppin и Nick Polom, позже также подверглись DDoS-атакам. Разработчик Dani подтвердил, что проблемы были вызваны сетью, в которой игра была запущена, что сделало IP-адреса игроков общедоступными; он призвал игроков не присоединяться ни к каким общественным лобби, чтобы предотвратить любые DDoS-атаки. С тех пор проблема была исправлена.

## Награды
| Год  | Награда              | Категория             | Результат |
| ---- | -------------------- | --------------------- | --------- |
| 2021 | Steam Awards         | Better With Friends   | Номинация |
| 2021 | Chat's Choice Awards | Best Competitive Game | Победа    |